# Conseil législatif de la province du Canada
Pour les articles homonymes, voir Conseil législatif.
Huit législatures
(1841 à 1866)
Kingston (1841-1843), Montréal (1844-1849), Toronto (1850-1851), Québec (1852-1856), Toronto (1856-1859), Québec (1860-1866), Ottawa (1866)
Le Conseil législatif de la province du Canada est la chambre haute du Parlement de la province du Canada, créé par la Loi de l'Union de 1840. La Loi de l'Amérique du Nord britannique de 1867 donne naissance à un nouveau système politique fédéral dans lequel le Conseil législatif prend le nom de Sénat du Canada.

## Histoire

### Désignation des membres
L'article 4 de l'Acte d'Union de 1840 précise que le Conseil législatif du Canada-Uni doit compter au minimum 20 membres. Un bon nombre de ceux-ci étaient déjà conseillers législatifs des provinces du Haut-Canada et du Bas-Canada[réf. souhaitée]. Le nombre de membres augmenta progressivement jusqu'en 1849, atteignant alors un pic de 46 membres, pour ensuite osciller entre 40 et 44 membres jusqu'en 1856.
À l'initiative des Clear Grits du Canada-Ouest et des « rouges » du Canada-Est des initiatives pour rendre la chambre haute élective apparaissent à l'Assemblée législative au cours de la première moitié des années 1850.
En 1856, une loi est adoptée afin de rendre le Conseil progressivement électif ; elle est sanctionnée à Londres le 24 juin de la même année. Les conseillers nommés avant l'adoption de la loi demeurent membres à vie. Aux membres nommés se rajoutent alors progressivement des membres élus, pour un mandat de 8 ans. Le Conseil législatif compte 12 élus en 1856, 24 en 1858, 36 en 1860, puis 48 en 1862. Un premier renouvellement par quart - qui sera finalement le seul - a lieu en 1864.
Le nombre d'élus au Conseil législatif est basé sur le principe de la représentation égale des deux parties du Canada-Uni : il y a 24 conseillers élus pour le Canada-Ouest et 24 pour le Canada-Est. Un cens de 2000 livres est nécessaire pour être éligible.
Le Conseil législatif du Canada-Uni disparaît au moment de la création de la Confédération canadienne de 1867. Plusieurs de ses membres sont nommés à la chambre haute du nouveau Parlement du Canada, le Sénat.

### Lieux de réunion
Le siège du parlement de la province est déplacée dans une ville du Canada-Ouest puis dans une autre du Canada-Est, en alternance :
- Kingston au Canada-Ouest du 15 juin 1841 à la fin de 1843.
- Montréal au Canada-Est du 28 novembre 1844, incendié en mai 1849.
- Toronto au Canada-Ouest de 1850 à 1852.
- Québec au Canada-Est de 1852 à 1856.
- Toronto de 1856 à 1858.
- Québec de 1859 à 1866.
- Ottawa au Canada-Ouest en 1866.